# Schmorda

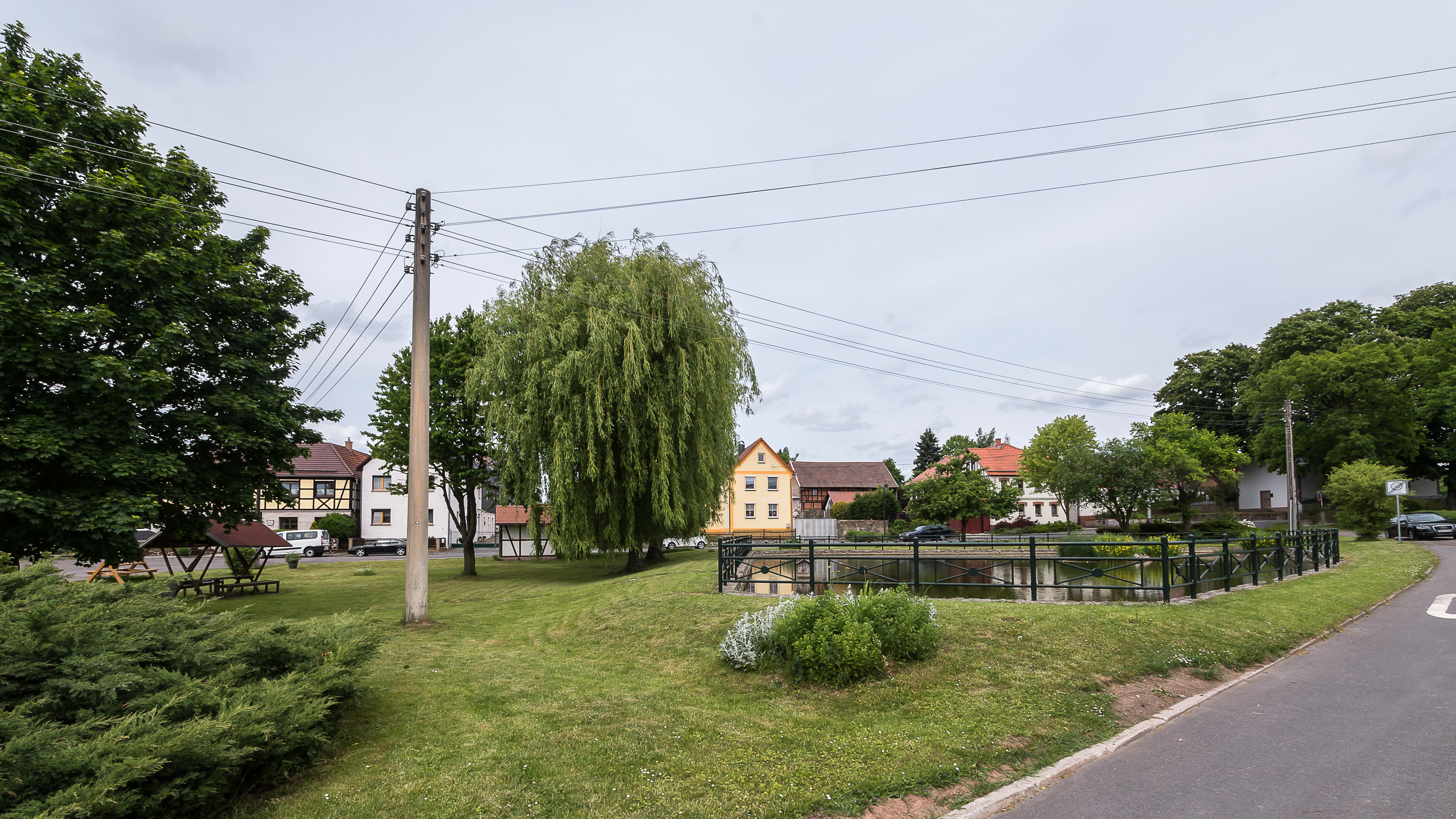
Anger

Schmorda ist eine Gemeinde in der Verwaltungsgemeinschaft Ranis-Ziegenrück im thüringischen Saale-Orla-Kreis.

## Geographie
Schmorda befindet sich auf einem höheren Plateau des Thüringer Schiefergebirges nordöstlich des Hohenwarte-Stausees. Die Gemarkung ist kupiert und meist von Wald umgeben. Nördlich liegt Ranis.

## Geschichte
Schmorda wurde im Jahre 1525 erstmals urkundlich erwähnt. W. Kahl ermittelte die urkundliche Ersterwähnung  aus dem Jahr 1379.
Die heutige Kirche wurde im 19. Jahrhundert errichtet.
Bis in das 19. Jahrhundert wurde an mehreren Lagerstätten Kupfer und Spat abgebaut. Anschließend wuchs die landwirtschaftliche Bedeutung, was sich heute noch an den Vierseitenhöfen des Angerdorfes erkennen lässt. Schmorda gehörte bis 1815 zum kursächsischen Amt Arnshaugk und kam nach dessen auf dem Wiener Kongress beschlossenen Abtretung an den preußischen Landkreis Ziegenrück, zu dem der Ort bis 1945 gehörte.

### Einwohnerentwicklung
Entwicklung der Einwohnerzahl (ab 1994: Stand jeweils 31. Dezember):
| - 1933: 129 - 1939: 124 - 1994: 109 - 1995: 115 - 1996: 115 - 1997: 110 - 1998: 108 | - 1999: 104 - 2000: 102 - 2001: 105 - 2002: 099 - 2003: 098 - 2004: 92 - 2005: 88 | - 2006: 83 - 2007: 84 - 2008: 86 - 2009: 89 - 2010: 87 - 2011: 85 - 2012: 86 | - 2013: 87 - 2014: 90 - 2015: 89 - 2016: 89 - 2017: 83 - 2018: 89 - 2019: 90 | - 2020: 87 - 2021: 82 - 2022: 84 - 2023: 83 - 2024: 87 |

Datenquelle ab 1994: Thüringer Landesamt für Statistik

## Politik

### Bürgermeister
Am 12. Juni 2022 wurde Andrea Philipp-Dittrich mit 63,6 Prozent der abgegebenen Stimmen zur Bürgermeisterin gewählt. Die Wahlbeteiligung lag bei 62,5 %.

### Gemeinderat
Bei der Gemeinderatswahl am 26. Mai 2019 wurden fünf Bewerber der Liste „Alte Gemeindevertretung“ und ein unabhängiger Bürger bei einer Wahlbeteiligung von 83,6 % gewählt.